# Torre Isella
La torre Isella, detta anche torre Saracena o torre Paterna è una torretta medievale sita nei pressi del santuario di Torricella Verzate, in provincia di Pavia. Posta in posizione dominante su uno sperone roccioso della prima fascia collinare, consente un'ampia visuale sulla pianura Padana e dell'Oltrepò Pavese.

## Storia
Torricella probabilmente corrispondeva a una località chiamata Isella, cioè piccola isola, isoletta in lingua latina, nota dal medioevo, il nome sarebbe da interpretare come Turris Isella, per via della forma del rilievo su cui sorge il borgo, che sembra appunto un'isola in mezzo alla valle.
Dal 1164 fu dominio pavese, infeudato ai Belcredi (una famiglia aristocratica di parte ghibellina di Pavia) che, nel 1350 possedevano tre castellanze di cui una era Torricella, allora dotata di una torre di avvistamento e di sistema difensivo fortificato, costruito direttamente sulla roccia.

## Struttura
Si tratta del rivellino, che porta gli incassi del ponte levatoio carrabile e del più piccolo pedonale, dello scomparso castello. Il rivellino, edificato in laterizio è situato in posizione isolata non lontano dal Santuario della Passione con stazioni della via crucis che fu edificato nel 1764 sul perimetro e con i materiali di recupero dell'antico maniero.